# بای‌قدم (آق‌توبه)
بای‌قدم (به قزاقی: Bayqadam) یک روستا در قزاقستان است که در شهرستان شالقار واقع شده‌است. بای‌قدم ۱۶۵ متر بالاتر از سطح دریا واقع شده‌است.